# Незовибатько Олександр Дмитрович
Олександр Дмитрович Незовибатько (19 серпня 1918, Харків — 22 листопада 1977, Київ) — український цимбаліст, диригент, композитор. Автор школи гри на цимбалах. Заслужений артист УРСР.

## Біографічні відомості
Навчався у Харківській (1935—1938), Московській (1936—1937, відділення ударних інструментів), Київській (1956—1960, заочне відділення по класу хорового та оркестрового диригування, клас Олександра Міньківського) консерваторіях.
Почав музичну кар'єру в Оркестрі Українських народних інструментів в Харкові під орудою Леоніда Гайдамаки. 1938 року переїхав в Київ, де став учасником Київської Державної Капели бандуристів. 1946 року повернувся до Капели — був концертмайстером та згодом став заступником диригента Київської капели бандуристів.

## Праці
«Поради майстрам мистецтва» (К., 1962), 
«Школа гри на українських цимбалах» (К, 1966), 
«Ознайомлення з музичними інструментами та організація інструментальних ансамблів» (К., 1966), 
«Українські цимбали» (К., 1976)